# 玉川村 (埼玉県)
玉川村（たまがわむら）は埼玉県比企郡にあった村。
2006年2月1日に隣接する都幾川村と合併し、ときがわ町となった。

## 地理
- 河川：都幾川、雀川

### 隣接していた自治体
- 比企郡
  - 小川町
  - 都幾川村
  - 鳩山町
  - 嵐山町

## 歴史
- 1889年4月1日 - 町村制施行に伴い、比企郡玉川郷・日影村・五明村・田黒村が合併し、玉川村となる。
- 比企地区8市町村合併
  - 2003年3月3日 - 比企地区任意合併協議会設置（東松山市・比企郡滑川町・嵐山町・小川町・都幾川村・玉川村・吉見町・秩父郡東秩父村）
  - 2003年4月1日 - 協議会事務局設置（東松山市役所内）
  - 2003年5月21日 - 第4回協議会において比企地区任意合併協議会解散を決定
- 比企地区6町村合併
  - 2003年7月 - 滑川町・嵐山町・小川町・都幾川村・玉川村・東秩父村の6町村は合併研究会を設置。
  - 2003年12月 - 滑川町・嵐山町・小川町・都幾川村・玉川村・東秩父村の6町村は比企地域3町3村合併協議会を設置
  - 2004年7月 - 滑川町で合併の枠組みを問う住民投票を行った結果、東松山市・吉見町を含む8市町村で合併が過半数を占めたために滑川町は比企地域3町3村合併協議会から離脱
  - 2004年8月 - 比企地域3町3村合併協議会が解散
- 2006年2月1日 - 比企郡都幾川村と合併し、ときがわ町となる。

## 地域

### 教育
- 小学校
  - 玉川村立玉川小学校
- 中学校
  - 玉川村立玉川中学校
- 高等学校
  - 埼玉県立玉川工業高等学校

## 名所・旧跡・観光スポット・祭事・催事
- 玉川温泉
- 雀川砂防ダム公園
- 小倉城址